# Elena Moldovan
Elena Moldovan   (Cluj-Napoca, 26 d'agost de 1924 - Cluj-Napoca, 24 de juny de 2009), de casada  Elena Popoviciu, va ser una matemàtica romanesa.

## Vida i obra
Moldovan va estudiar a la universitat de Cluj-Napoca en la qual es va doctorar en matemàtiques el 1960 amb una tesi dirigida pel que després seria el seu marit, Tiberiu Popoviciu. Al llarg de la seva vida va signar les seves obres indistintament amb el seu cognom o amb el del seu marit. Va ser professora de la universitat de Cluj-Napoca tota la seva vida i els seus treballs de recerca van versar sobre teoria de les funcions complexes i teoria de la interpolació.
A ella se li deu el concepte de "comportament d'un objecte matemàtic", que va utilitzar per primera volta el 1965. Va ser la fundadora del Laboratori de Recerca Interdisciplinar de la universitat de Cluj i editora de diverses revistes científiques.